# Khủng hoảng con tin Iran
Khủng hoảng con tin Iran là một cuộc xung đột chính trị, ngoại giao giữa Hoa Kỳ và Iran. Trong cuộc khủng hoảng này, hơn 56 nhà ngoại giao và công dân Mỹ đã bị Iran bắt làm con tin suốt 444 ngày kể từ ngày 4 tháng 11 năm 1979 cho đến ngày 20 tháng 1 năm 1981 sau khi một nhóm sinh viên Iran thuộc Muslim Student Followers of the Imam's Line, hỗ trợ Cách mạng Hồi giáo, đã tấn công Đại sứ quán Hoa Kỳ tại Tehran. Cuộc khủng hoảng này giữ kỷ lục là cuộc khủng hoảng con tin dài nhất trong lịch sử.
Cuộc khủng hoảng đã được các phương tiện truyền thông phương Tây mô tả như là một "sự trả thù lẫn nhau giữa Hoa Kỳ và Iran". Tổng thống Hoa Kỳ Jimmy Carter gọi các con tin là "những nạn nhân của chủ nghĩa khủng bố" và nói: "Hoa Kỳ sẽ không nhân nhượng với cái trò đùa tống tiền của Iran". Tại Iran, cuộc khủng hoảng được nhìn nhận rộng rãi như là một âm mưu chống lại Hoa Kỳ và phương Tây của nước này, bao gồm cả những nỗ lực của Hoa Kỳ và phương Tây nhằm làm suy yếu cuộc Cách mạng Iran và việc họ ủng hộ Shah Iran Mohammad Reza Pahlavi tiếp tục lên nắm quyền lâu dài.
Sau khi bị lật đổ vào năm 1979, Shah Mohammad Reza Pahlavi đã sống lưu vong tại Hoa Kỳ để tiếp tục điều trị bệnh ung thư. Chính phủ Iran yêu cầu ông phải quay trở về nước này để xét xử về các tội ác của ông mà phía Hoa Kỳ cho là "vô căn cứ" trong thời gian ông trị vì nước này. Cụ thể, Pahlavi bị buộc tội chống lại quyền công dân Iran với sự giúp đỡ của cảnh sát mật, SAVAK. Iran cho rằng việc Hoa Kỳ cho phép ông ấy tị nạn tại quốc gia này là đồng lõa trong những hành động tàn bạo trước đó. Còn Hoa Kỳ thì coi việc Iran ép buộc ông Pahlavi trở về nước để xử tử là một tội danh nguy hiểm nhất, vi phạm nghiêm trọng các nguyên tắc của luật pháp quốc tế bao gồm các quyền bất khả xâm phạm dành cho các quan chức ngoại giao.
Cuộc khủng hoảng đã lên đến đỉnh điểm sau khi các cuộc đàm phán ngoại giao thất bại trong việc giải phóng cho các con tin. Tổng thống Hoa Kỳ Jimmy Carter đã ra lệnh cho quân đội Hoa Kỳ cố gắng thực hiện một chiến dịch cứu hộ sử dụng tàu chiến - bao gồm cả USS Nimitz và USS Coral Sea—đang tuần tra vùng biển gần Iran. Vào ngày 24 tháng 4 năm 1980, nỗ lực đánh chiếm, được gọi là Operation Eagle Claw, thất bại, dẫn đến cái chết của 8 lính Mỹ và 1 thường dân Iran, cũng như việc phá hủy của hai trực thăng. Sáu nhà ngoại giao Hoa Kỳ cuối cùng đã thoát ra khỏi nơi giam giữ do một nỗ lực kết hợp giữa Canada và Hoa Kỳ vào ngày 27 tháng 1 năm 1980.
Shah Pahlavi sau đó rời khỏi Hoa Kỳ vào tháng 12 năm 1979 và cuối cùng đã sang tị nạn tại Ai Cập, nơi ông qua đời vì những biến chứng của bệnh ung thư vào ngày 27 tháng 7 năm 1980. Tháng 9 năm 1980, Iraq xâm chiếm Iran, bắt đầu Chiến tranh Iran-Iraq. Sự kiện này đã khiến chính phủ Iran phải ngồi vào bàn đàm phán với Hoa Kỳ, với Algérie làm trung gian. Các con tin đã chính thức được trả tự do và trở về Hoa Kỳ ngay sau khi thỏa ước Algiers được ký, chỉ vài phút sau khi tân Tổng thống Mỹ Ronald Reagan lên nắm quyền.
Cuộc khủng hoảng được coi là một phần quan trọng trong lịch sử quan hệ ngoại giao Hoa Kỳ-Iran. Các nhà phân tích chính trị trích dẫn nó như một nguyên nhân chính dẫn đến việc tổng thống Jimmy Carter thất bại trong cuộc bầu cử tổng thống Mỹ năm 1980. Tại Iran, cuộc khủng hoảng này đã củng cố uy tín và vị thế lãnh tụ của Ayatollah Ruhollah Khomeini và sức mạnh chính trị của các lãnh đạo tôn giáo.. Cuộc khủng hoảng cũng dẫn đến việc Hoa Kỳ áp đặt các lệnh trừng phạt vĩnh viễn lên Iran sau này, đồng thời tuyên bố cắt đứt quan hệ với Iran, làm cho mối quan hệ giữa hai nước càng trở nên xấu đi.

## Nguyên nhân
Chính phủ Iran phát hiện ra rằng Đại sứ quán Mỹ tại Tehran thực chất là một nơi trú ẩn dành cho những nhân viên từng làm việc cho CIA, cơ quan tình báo quốc gia Hoa Kỳ; nên họ mới bắt đầu nảy sinh ý định tấn công vào khu vực này.
Bởi vì sau cuộc đảo chính lật đổ Thủ tướng Mohammed Mossadegh thành công (19-8-1953), Quốc vương Iran Mohammed Reza Pahlavi đã cho phép các công ty dầu hỏa của Anh, Mỹ và Hà Lan hoạt động trên lãnh thổ của Iran. Quyết định này của Quốc vương đã tạo ra làn sóng phản đối dữ dội từ phe đối lập, trong đó có Ruhollah Khomeini, một người bảo thủ và có tư tưởng chống Mỹ và phương Tây.
Năm 1962, Quốc vương Mohammed Reza Pahlavi ra lệnh bắt giữ Ruhollah Khomeini vì cáo buộc làm gián điệp cho Liên Xô, ông ta được cho là đã xúi giục người dân tổ chức biểu tình quy mô lớn ở Đại sứ quán Mỹ tại Tehran. Năm 1964, sau khi được phóng thích, Ruhollah Khomeini đã sống lưu vong tại các nước Thổ Nhĩ Kỳ, Iraq và Pháp.
Sau khi trở về nước, khi lên nắm quyền, Ruhollah Khomeini tuyên bố lập nhà nước Cộng hòa Hồi giáo Iran, đồng thời tìm cách "trả thù" cựu Quốc vương Iran Pahlavi bằng cách lãnh đạo một cuộc cách mạng nhằm lật đổ ông ấy, sau đó ban hành lệnh truy nã đặc biệt nhắm vào ông ấy. Cựu Quốc vương Iran sau đó đã phải bí mật tẩu thoát sang Hoa Kỳ, lấy lý do là "để chữa bệnh ung thư". Nhà nước Cộng hoà Hồi giáo Iran đã được quy định là một nhà nước chịu ảnh hưởng của đạo Hồi và kiên quyết chống lại ảnh hưởng của Mỹ và phương Tây".
Ngày 22-10-1979, Tổng thống Mỹ Jimmy Carter đã cho phép Quốc vương Iran Mohammed Reza Pahlavi tị nạn chính trị và chữa bệnh tại quốc gia này. Đây được xem là một trong những nguyên nhân gián tiếp khiến Đại sứ quán Mỹ ở Tehran bị một nhóm sinh viên Iran tấn công hôm 4-11-1979.
Tehran đã yêu cầu phía Washington phải dẫn độ cựu Quốc vương Mohammed Reza Pahlavi trở về Iran để xử tử. Tuy nhiên phía Washington đã không chấp nhận yêu cầu này và họ đã yêu cầu phía Tehran "hãy thả các con tin ra ngay lập tức", đồng thời đảm bảo với cựu Quốc vương Iran rằng "sẽ không bao giờ dẫn độ ông ấy về Iran cho đến khi nước này thả hết con tin ra".

## Diễn biến

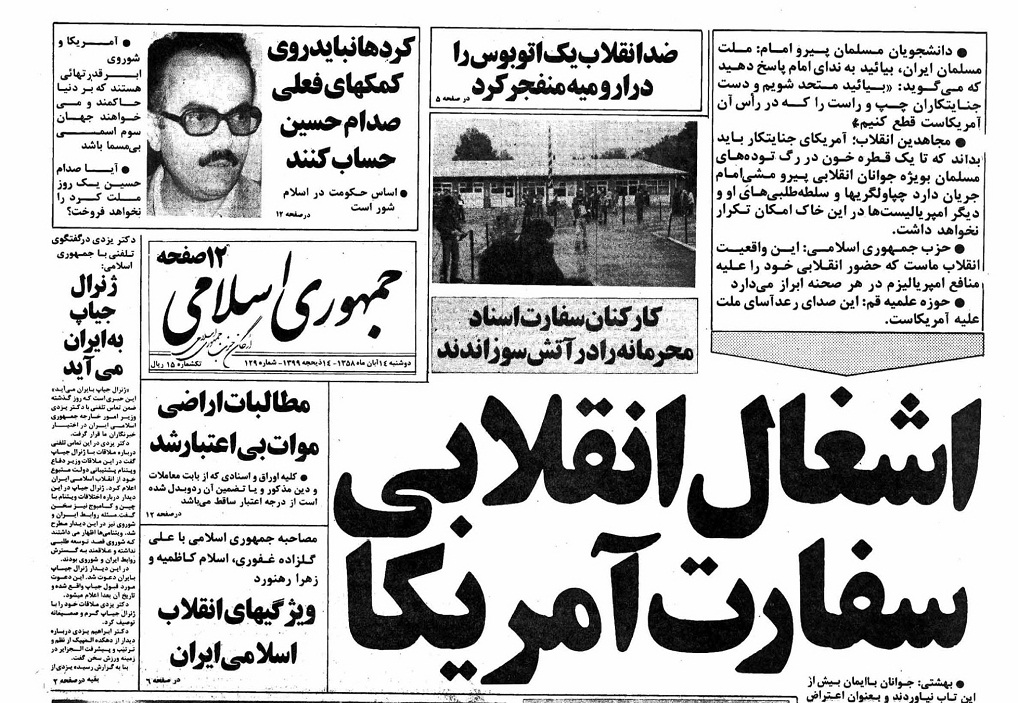
Một tiêu đề trong một tờ báo của đảng Cộng hòa Hồi giáo vào ngày 5 tháng 11 năm 1979, đã đọc "Cuộc cách mạng chiếm đóng Đại sứ quán Hoa Kỳ".

Các con tin bị dẫn ra ngoài sau vụ bắt cóc

### Bắt cóc con tin
Ngày 4/11/1979, các sinh viên tham gia cách mạng Iran tấn công Đại sứ quán Mỹ tại Tehran, bắt giữ hàng chục nhân viên ngoại giao Mỹ làm con tin. Hàng nghìn người phản đối tập trung bên ngoài khu nhà, đáp ứng lời kêu gọi của giáo chủ Khomeini tấn công các lợi ích của Mỹ và Israel.
Trong số 90 người ở trong khu nhà, 6 người Mỹ trốn sang các sứ quán khác. Những người không mang quốc tịch Mỹ được phóng thích. Tuy nhiên, 66 người tiếp tục bị giam giữ.
Các sinh viên dẫn những con tin bị bịt mắt tới trước ống kính máy ảnh để làm nhục "Quỷ ma vương" - hình ảnh của Washington trong mắt nhiều nhà lãnh đạo cách mạng Iran. Công chúng Mỹ choáng váng và mất tinh thần trước những hình ảnh này.
Iran yêu cầu Washington trục xuất cựu vương Shah, người đang ở Mỹ để điều trị ung thư sau khi bị lật đổ.
Tuy nhiên, để có thể ký thỏa thuận kể trên, Mỹ và Iran đã phải trải qua khá nhiều thăng trầm. Sau khi bắt 66 công dân Mỹ làm con tin hôm 4-11-1979 tại Đại sứ quán Mỹ ở Tehran, và để chứng tỏ thiện chí, ngày 17-11-1979, lãnh tụ Iran Ayatollah Ruhollah Khomeini đã ra lệnh phóng thích con tin nữ và người Mỹ gốc Phi, chỉ để lại 52 con tin.

### Động thái của Mỹ
Giải thoát con tin trở thành ưu tiên của chính quyền Jimmy Carter. Tuy nhiên, Washington không thể có biện pháp nào ngoài trừng phạt kinh tế đối với Iran.
Phía Mỹ sử dụng nhiều biện pháp đấu tranh ngoại giao nhằm yêu cầu Tehran trả tự do cho công dân nhưng bất thành. Tình thế bắt buộc khiến Tổng thống Mỹ quyết định đưa biệt kích Delta vào thủ đô Iran nhằm giải cứu con tin. Chiến dịch phức tạp kéo dài hai đêm, với sự tham gia của không quân, hải quân, lục quân và lính thủy đánh bộ Mỹ.

### Kế hoạch giải cứu con tin

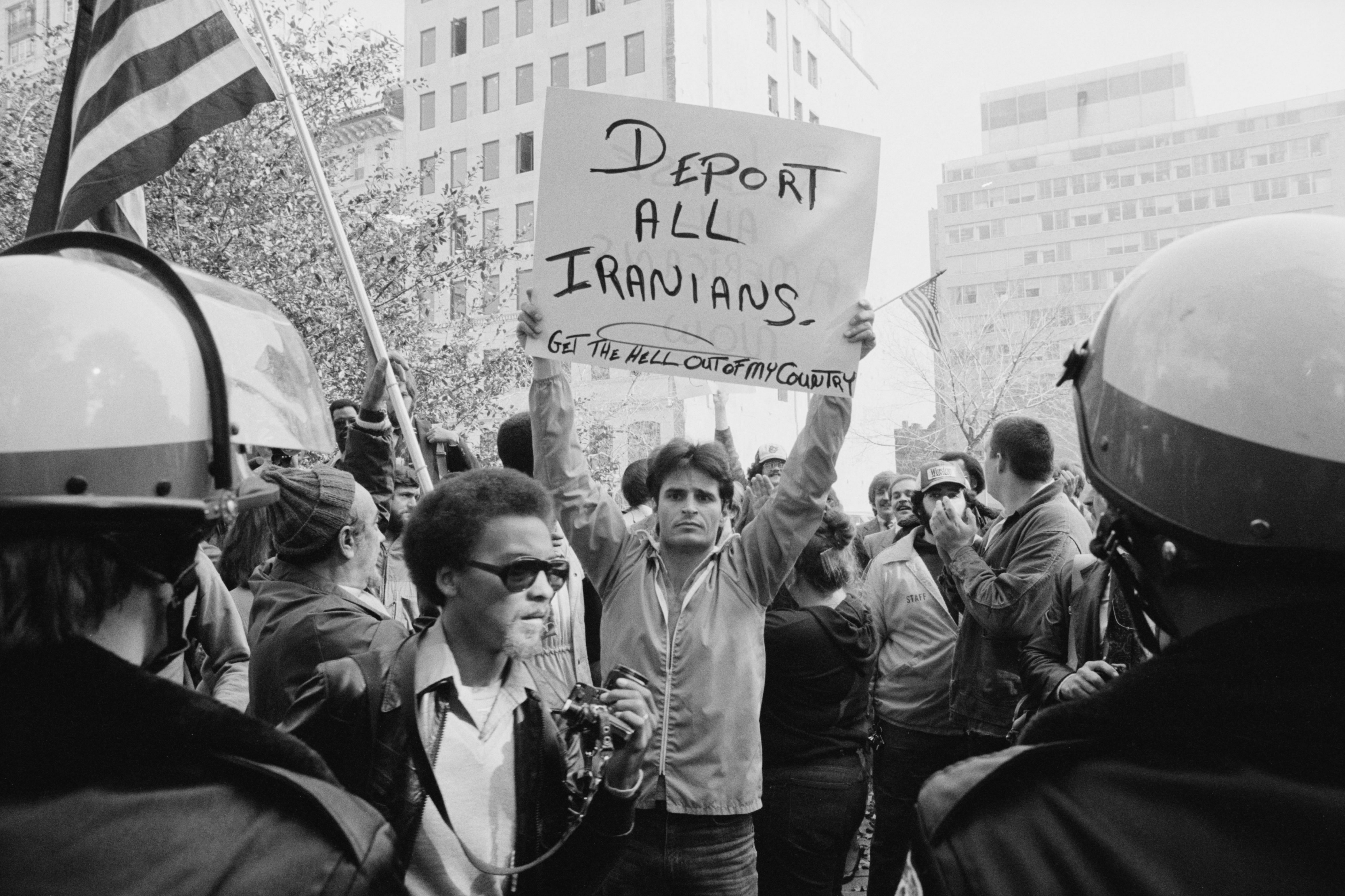
Một cuộc biểu tình chống Iran ở Washington, D.C., vào năm 1979. Phía trước của biển báo ghi "Trục xuất tất cả người Iran" và "Biến khỏi đất nước tôi", và mặt sau viết: "Hãy thả tất cả người Mỹ ngay lập tức".

Nhằm chuẩn bị cho chiến dịch phức tạp mang tính lịch sử mang tên Operation Eagle Claw "Chiến Dịch Móng Vuốt Đại Bàng", Mỹ cử Thiếu tướng Lục quân James B. Vaught làm tổng chỉ huy. Trong chiến đấu, đại tá James H. Kyle chỉ huy không quân, Trung tá Edward R. Seiffert chỉ huy các đội trực thăng và Đại tá Charlie Beckwith chỉ huy lực lượng đặc nhiệm Delta, những người trực tiếp tham gia chiến đấu. Ngoài ra, Cơ quan Tình báo Trung ương Mỹ (CIA) cũng tham gia chiến dịch trong vai trò cung cấp thông tin.
Ngày 1/4/1980, Mỹ đưa chuyên viên xuống sân bay bỏ hoang ở tỉnh South Khorasan để khảo sát và biến nó thành bãi đáp đầu tiên (Desert One) của phi đội tấn công. Người ta lắp đèn hồng ngoại trên các đường băng để giúp phi công hạ cánh trong đêm. Người ta không thể quan sát ánh sáng phát ra từ loại đèn này bằng mắt thường nhưng dễ dàng thấy nó nhờ các thiết bị chuyên dụng.
Trong đêm đầu tiên, không quân Mỹ đưa xuống Desert One 6.000 lít nhiên liệu cùng lực lượng bảo vệ bằng những chiếc EC-130 của không quân. Mỹ cũng cử 3 chiếc EC-130E để chuyên chở các thành viên Delta và 3 chiếc MC-130E phục vụ hậu cần. Ngoài ra, 8 chiếc Sikorsky CH-53D Sea Stallion sẽ từ tàu sân bay USS Nimitz vào điểm hẹn đầu tiên trước khi tiếp nhiên liệu để đưa biệt kích tới điểm hẹn thứ hai (Desert Two).
Đêm thứ hai, mật vụ CIA sẽ chờ sẵn ở Desert Two để đưa biệt kích Mỹ vào Tehran. Desert Two là những hầm khai thác muối mỏ cũ nằm cách Tehran 80 km. Các máy bay Mỹ sẽ được cất giấu tại đây trong khi biệt kích Mỹ tiến hành giải cứu con tin. Ngoài ra, một nhóm khác sẽ cắt điện toàn khu vực nhằm giảm thiểu khả năng phản ứng nhanh của quân đội Iran.
Theo kế hoạch, Delta sẽ tấn công Đại sứ quán Mỹ, giải cứu con tin và đưa họ tới sân vận động Shahid Shiroudi, nơi trực thăng dễ dàng thực hiện việc sơ tán. Cùng thời điểm, một nhóm khác sẽ chiếm căn cứ không quân Manzariyeh ở khu vực lân cận, nơi đường băng đủ dài cho những chiếc C-141 Starlifters hạ cánh để sơ tán công dân tới vùng lãnh thổ thân thiện. Phi đội phản lực chiến đấu trên tàu sân bay USS Nimitz và USS Coral Sea sẵn sàng tiếp viện và hộ tống máy bay chở con tin và biệt kích rời khỏi Iran.

### Quá trình giải cứu
Các máy bay C-130 chở thiết bị và nhiên liệu tới điểm hẹn đầu tiên đúng theo kế hoạch sau khi cất cánh từ đảo Masirah, Iran. Tuy nhiên, đường băng bị cát lún phủ dày khiến máy bay Mỹ gặp trục trặc lúc hạ cánh. Tuy nhiên, chúng được sửa chữa và có thể hoạt động trở lại sau khi tiếp đất. Các máy bay hậu cần tiếp tục hạ cánh thành công. Khi đó, điểm hẹn 1 có 120 đặc nhiệm Delta, 15 người Iran hoặc người Mỹ gốc Ba Tư, chủ yếu đảm trách nhiệm vụ lái xe tải.
Phi đội 8 chiếc CH-53D cất cánh tới điểm hẹn từ tàu sân bay USS Nimitz. Tuy nhiên, chiếc số 6 nứt cánh nên bị bỏ lại trong sa mạc nên chiếc số 8 phải dừng lại để chở phi hành đoàn của nó. Phi đội này tiếp tục gặp bão cát nên chiếc số 5 phải quay trở lại vì hỏng hóc. Chiếc số 2 tới được điểm hẹn nhưng bị hỏng hệ thống thủy lực.
Khi sẵn sàng di chuyển tới điểm hẹn số 2, phía Mỹ chỉ còn 6 chiếc CH-53D có thể hoạt động. Đây là mức tối thiểu mà quân đội Mỹ phải duy trì nếu muốn tiếp tục nhiệm vụ. Chỉ huy lực lượng trực thăng không chấp thuận sử dụng chiếc CH-53D số 2 trong khi chỉ huy lực lượng Delta bỏ qua thông tin tình báo của Canada, quyết định giữ nguyên số lượng biệt kích. Họ tới điểm dừng chân số 2 với 6 chiếc CH-53D.
Trong thời gian dừng chân ở điểm đỗ số 2, thêm một chiếc CH-53D va chạm với máy bay tiếp nhiên liệu EC-130 khiến cả hai chiếc nổ tung. Theo thống kê chính thức, 8 người thiệt mạng bao gồm 5 phi công của không quân Mỹ và 3 phi công điều khiển trực thăng. Chỉ một phi công lái trực thăng sống sót trong vụ tai nạn.
Tuy nhiên, vụ nổ khổng lồ ở gần thủ đô Tehran khiến số lượng lớn binh sĩ dồn về khu vực này. Trong bối cảnh nguy cấp, tất cả biệt kích và đội hậu cần của Mỹ đã lên máy bay EC-130 để rời khỏi khu vực. Họ tháo chạy vội vàng tới mức không kịp phân loại tài liệu và hủy những chiếc máy bay trực thăng, vốn gần như còn nguyên vẹn.

### Chiến dịch thất bại
Khi các máy bay Mỹ chuẩn bị rút đi, một chiếc trong số đó đâm vào chiếc C-130 chở nhiên liệu và quân lính, phá hủy chiếc máy bay và khiến 8 quân nhân Mỹ thiệt mạng. Trong cơn hoảng loạn sau đó, tất cả những máy bay còn lại bị bỏ rơi, chứ không bị phá hủy, rồi sau đó trở thành tài sản của Iran (một số vẫn còn phục vụ trong Hải quân Iran cho đến ngày nay).
Chiến dịch Móng vuốt đại bàng sụp đổ hoàn toàn, khiến Mỹ mất mặt với cả thế giới và cũng đóng góp cho thất bại của Tổng thống Carter trong cuộc bầu cử tổng thống năm 1980.
Xảy ra chưa đầy 1 thập kỷ sau thất bại của Mỹ ở Việt Nam, chiến dịch Móng vuốt đại bàng bị coi là một bằng chứng nữa cho thấy nước Mỹ chỉ là "gã khổng lồ đáng thương" với gánh nặng là một quân đội thiếu năng lực.
Trong số 5 chiếc trực thăng bị bỏ lại có một chiếc bị hư hại nhẹ trong khi 4 chiếc còn khá nguyên vẹn. Hiện tại, Hải quân Iran đang sử dụng chiếc CH-53D số 2 và số 8 mà biệt kích Mỹ bỏ lại. Nhà nước Hồi giáo cũng thu toàn bộ tài liệu mật của Mỹ về chiến dịch giải cứu con tin táo bạo.
Nhà Trắng công bố chiến dịch thất bại đầu giờ chiều ngày hôm sau. Phía Iran phân tán các con tin ra khắp đất nước nhằm tránh một chiến dịch đột kích thứ hai. Quân đội nhà nước Cộng hòa Hồi giáo Iran tìm thấy 9 thi thể, bao gồm một thường dân Iran và 8 người Mỹ sau cuộc đột kích. Phía Iran cũng rêu rao về thất bại của Mỹ và phóng thích toàn bộ 52 con tin ngày 20/1/1981, vài phút sau khi ông Jimmy Carter kết thúc nhiệm kỳ. Tổng thống Carter không thể thực hiện cam kết giải cứu con tin Mỹ trong nhiệm kỳ của mình.

### Khủng hoảng kết thúc

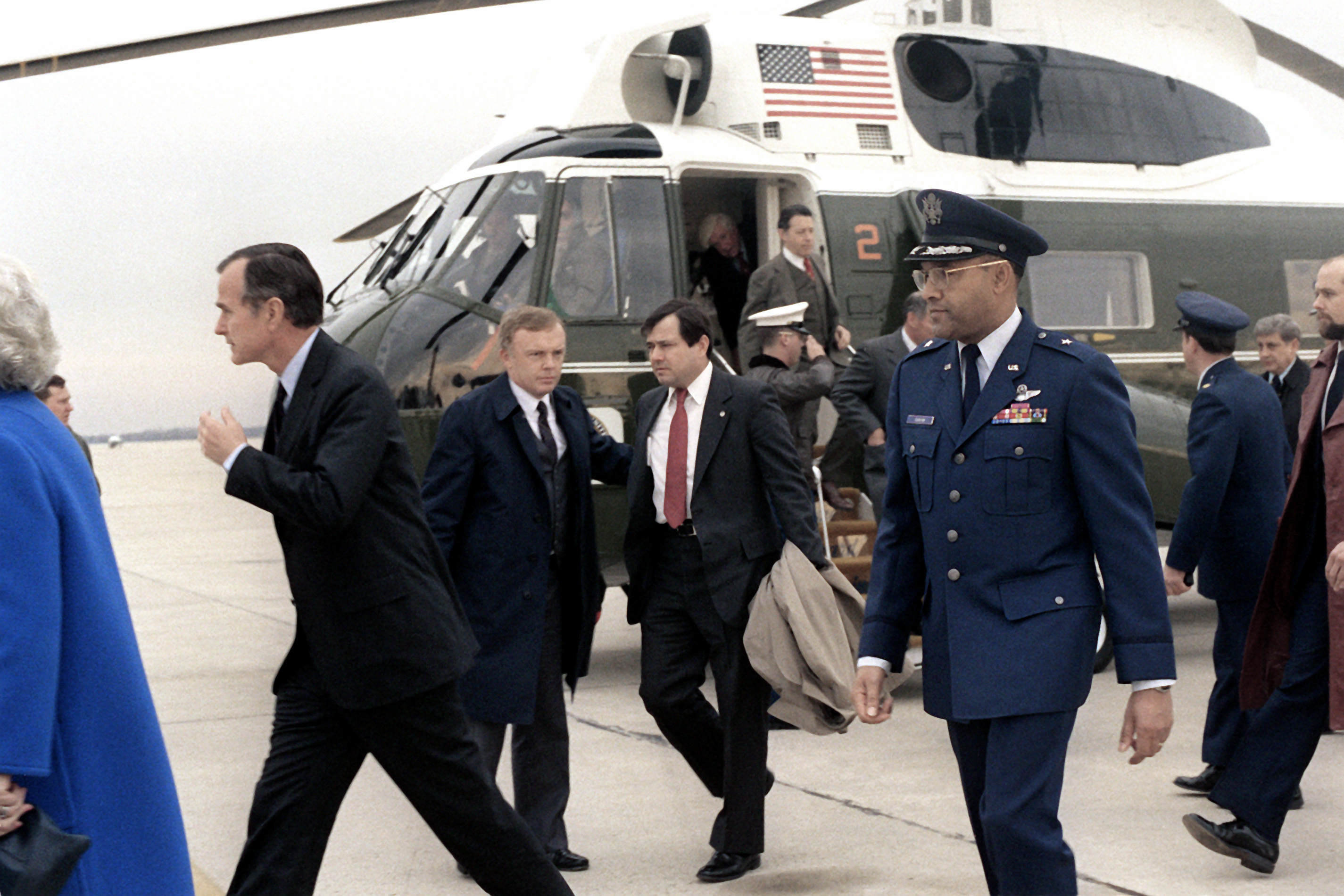
Phó Tổng thống H. W. Bush và tùy tùng chào đón các con tin về nước

Tháng 7 năm 1980, cựu hoàng Iran qua đời vì ung thư ở Ai Cập.
Với sự hỗ trợ của các trung gian người Algeria, Hoa Kỳ và Iran đã bắt đầu đạt được các cuộc đàm phán thành công. Vào ngày diễn ra lễ nhậm chức của Reagan, Mỹ đã giải phóng gần 8 tỷ USD tài sản bị đóng băng của Iran. Ngày Ronald Reagan nhậm chức 20/1/1981, các con tin được trả tự do sau 444 ngày. Ngày hôm sau, cựu Tổng thống Jimmy Carter đã bay sang Tây Đức để chào đón những người Mỹ trên đường trở về nhà.

## Hậu quả
Mỹ quyết định bồi thường lên đến 4,4 triệu USD cho mỗi công dân nước này từng là nạn nhân trong cuộc khủng hoảng con tin Iran năm 1979.

## Danh sách con tin
Tổng cộng có 66 người bị bắt giữ: 63 người bị bắt ở Đại sứ quán và 3 người ở Văn phòng Bộ Ngoại giao. Trong đó, có ba người là gián điệp của CIA. Mười ba con tin được thả vào ngày 19, 20 tháng 11 năm 1979 và một người vào ngày 11 tháng 7 năm 1980.

Sau cuộc khủng hoảng con tin, các bức tường của Đại sứ quán Hoa Kỳ trước đây hầu hết được bao phủ trong các bức tranh tường chống Mỹ.

### Các nhà ngoại giao đã trốn thoát cuộc bắt cóc
- Robert Anders, 54 tuổi - viên chức lãnh sự
- Mark J. Lijek, 29 tuổi - viên chức lãnh sự
- Cora A. Lijek, 25 tuổi - trợ lý lãnh sự
- Henry L. Schatz, 31 tuổi - trợ lý nông nghiệp
- Joseph D. Stafford, 29 tuổi - viên chức lãnh sự
- Kathleen F. Stafford, 28 tuổi - trợ lý lãnh sự

### Con tin được thả ngày 19 tháng 11 năm 1979
- Kathy Gross, 22 tuổi - thư kí[68]
- Sgt Ladell Maples, USMC, 23 tuổi - Lính thủy đánh bộ bảo vệ đại sứ
- Sgt William Quarles, USMC, 23 tuổi - Lính thủy đánh bộ bảo vệ đại sứ

### Con tin được thả ngày 20 tháng 11 năm 1979
- Sgt James Hughes, USAF, 30 tuổi - Quản lý hành chính của Không quân
- Lillian Johnson, 32 tuổi - thư kí
- Elizabeth Montagne, 42 tuổi - thư kí
- Lloyd Rollins, 40 tuổi - viên chức hành chính
- Capt Neal (Terry) Robinson, USAF - Sĩ quan tình báo quân đội Không quân
- Terri Tedford, 24 tuổi - thư kí
- MSgt Joseph Vincent, USAF, 42 tuổi - Quản lý hành chính của Không quân
- Sgt David Walker, USMC, 25 tuổi - Lính thủy đánh bộ bảo vệ đại sứ
- Joan Walsh, 33 tuổi - thư kí
- Cpl Wesley Williams, USMC, 24 tuổi - Lính thủy đánh bộ bảo vệ đại sứ

### Con tin được thả vào tháng 7 năm 1980
- Richard Queen, 28 tuổi - phó lãnh sự

### Con tin được thả ra tháng 1 năm 1981
Thomas L. Ahern, Jr.— nhân viên kiểm soát ma túy (sau này được xác định là đội trưởng CIA)
- Clair Cortland Barnes, 35 tuổi - chuyên gia truyền thông
- William E. Belk, 44 tuổi - nhân viên truyền thông và ghi chép
- Robert O. Blucker, 54 tuổi - cán bộ kinh tế
- Donald J. Cooke, 25 tuổi - phó lãnh sự
- William J. Daugherty, 33 tuổi - Thư ký thứ ba của đặc nhiệm Hoa Kỳ (sĩ quan CIA) [23]
- LCDR Robert Englemann, USN, 34 tuổi - Tùy viên hải quân
- Sgt William Gallegos, USMC, 22 tuổi - Lính hải quân bảo vệ
- Bruce W. German, 44 tuổi - nhân viên ngân sách
- IS1 Duane L. Gillette, 24 tuổi - Hải quân thông tin và chuyên gia tình báo
- Alan B. Golacinski, 30 tuổi - trưởng an ninh đại sứ quán, nhân viên an ninh khu vực
- John E. Graves, 53 tuổi - sĩ quan công vụ
- CW3 Joseph M. Hall, USA, 32 tuổi - tùy viên vũ trang
- Sgt Kevin J. Hermening, USMC, 21 tuổi - Lính hải quân bảo vệ
- SFC Donald R. Hohman, USA, 38 tuổi - quân y
- COL Leland J. Holland, USA, 53 tuổi - tùy viên quân đội
- Michael Howland, 34 tuổi - trợ lý viên an ninh khu vực
- Charles A. Jones, Jr., 40 tuổi - chuyên gia truyền thông, teletype operator
- Malcolm K. Kalp, 42 tuổi - cán bộ thương mại
- Moorhead C. Kennedy, Jr., 50 tuổi - cán bộ thương mại và kinh tế[24]
- William F. Keough, Jr., 50— tuổi - tổng giám đốc của Trường Hoa Kỳ ở Islamabad.[25]
- Cpl Steven W. Kirtley, USMC,  tuổi - Lính hải quân bảo vệ
- Kathryn L. Koob, 42 tuổi - nhân viên văn hoá đại sứ quán (một trong hai con tin nữ chưa được công nhận)
- Frederick Lee Kupke, 34 tuổi - nhân viên truyền thông và chuyên gia về điện tử
- L. Bruce Laingen, 58 tuổi - kế toán kinh doanh
- Steven Lauterbach, 29 tuổi - viên chức hành chính
- Gary E. Lee, 37 tuổi - viên chức hành chính
- Sgt Paul Edward Lewis, USMC, 23 tuổi - Lính hải quân bảo vệ
- John W. Limbert, Jr., 37 tuổi – sĩ quan chính trị
- Sgt James M. Lopez, USMC, 22 tuổi - Lính hải quân bảo vệ
- Sgt John D. McKeel, Jr., USMC, 27 tuổi - Lính hải quân bảo vệ
- Michael J. Metrinko, 34 tuổi – sĩ quan chính trị
- Jerry J. Miele, 42 tuổi – sĩ quan thông tin
- SSgt Michael E. Moeller, USMC, 31 tuổi – Trưởng đơn vị thủy quân lục chiến
- Bert C. Moore, 45 tuổi - tư vấn quản lý
- Richard Morefield, 51 tuổi — tổng lãnh sự
- Capt Paul M. Needham, Jr., USAF, 30 tuổi — sĩ quan hậu cần không quân
- Robert C. Ode, 65 tuổi — nhân viên phục vụ nước ngoài về hưu đang làm nhiệm vụ tạm thời ở Tehran
- Sgt Gregory A. Persinger, USMC, 23 tuổi - Lính hải quân bảo vệ
- Jerry Plotkin, 45 tuổi — doanh nhân dân dụng đến Tehran
- MSG Regis Ragan, USA, 38 tuổi — Lính quân đội, văn phòng quốc phòng trực thuộc
- Lt Col David M. Roeder, USAF, 41 tuổi — Phó tùy viên Không quân
- Barry M. Rosen, 36 tuổi – tùy viên báo chí
- William B. Royer, Jr., 49 tuổi — trợ lý giám đốc của Hiệp hội Iran-Mỹ
- Col Thomas E. Schaefer, USAF, 50 tuổi — tùy viên không lực
- COL Charles W. Scott, USA, 48 tuổi - tùy viên vũ trang
- CDR Donald A. Sharer, USN, 40 tuổi —tùy viên hải quân
- Sgt Rodney V. (Rocky) Sickmann, USMC, 22 tuổi - Lính hải quân bảo vệ
- SSG Joseph Subic, Jr., USA, 23 tuổi — quân đội cảnh sát, quân đội, văn phòng quốc phòng trực thuộc
- Elizabeth Ann Swift, 40 tuổi — phó chủ tịch bộ phận chính trị (một trong hai con tin nữ chưa được công nhận)
- Victor L. Tomseth, 39 tuổi — cố vấn cho các vấn đề chính trị
- Phillip R. Ward, 40 tuổi — Nhân viên truyền thông CIA

### Con tin dân sự
Một số ít con tin không phải là nhân viên ngoại giao. Tất cả đã được thả ra vào cuối năm 1981.
- Jerry Plotkin- Doanh nhân Mỹ được thả vào tháng 1 năm 1981.[26]
- Mohi Sobhani— Kỹ sư người Mỹ gốc Iran và là thành viên của Baha'i Faith được thả ngày 4 tháng 2 năm 1981.[27][28]
- Zia Nassry— Người Mỹ gốc Afghanistan. được thả tháng 11 năm 1982.[29]
- Cynthia Dwyer— Phóng viên Mỹ có hoạt động gián điệp và trục xuất vào ngày 10 tháng 2 năm 1981.[30]
- Paul Chiapparone and Bill Gaylord—Nhân viên Hệ thống Số liệu điện tử, được cứu bởi hoạt động của Ross Perot vào năm 1979.
- Bốn nhà truyền giáo người Anh, bao gồm tiến sĩ Canon John Coleman; vợ ông, Audrey Coleman; và Jean Waddell; được thả cuối năm 1981[31]

## Liên kết mở rộng
- Recently-published picture of event Lưu trữ ngày 18 tháng 11 năm 2015 tại Wayback Machine tarikhirani.ir
- Complete set of seized documents from the U.S. Embassy in Tehran (Use Download links to get PDFs) Lưu trữ ngày 19 tháng 7 năm 2013 tại Wayback Machine
- From Hostages to Arms Scandal from the Dean Peter Krogh Foreign Affairs Digital Archives
- Video Archive of Hostage Crisis
- The Memory Hole hosts a gallery of photographs taken from inside the U.S. Embassy during the crisis.
- List of hostages and casualties Lưu trữ ngày 26 tháng 12 năm 2016 tại Wayback Machine
- The Iran Hostages: Efforts to Obtain Compensation Congressional Research Service
- Remembering the Iran hostage crisis, BBC's interview with Ebrahim Asgeh, a hostage-taker, and Bruce Laingen, a captive
- Hostage list source
- America equipment used for spying
- “Learning to Keep a Secret” Lưu trữ ngày 26 tháng 8 năm 2013 tại Wayback Machine
- The Hostage Rescue Attempt as remembered by a Marine who was off Iran for that mission, with history leading up to the crisis, the events of that time of Crisis including the Soviet takeover of Afghanistan, and the Rescue Mission Lưu trữ ngày 10 tháng 2 năm 2008 tại Wayback Machine
- Avenue of Flags Memorial in Hermitage, PA
- Final number of This Week In Tehran, the Embassy newsletter for its employees, dated ngày 30 tháng 10 năm 1979
- Former hostages allege Iran’s new president was captor, CNN (archived)
- Phim ngắn Hostage Report (1981) có thể được tải miễn phí về từ Internet Archive
- "Banged Up Abroad the Real Argo" trên YouTube
- Iranian 1987 stamp printed in anniversary of Iran hostage crisis Lưu trữ ngày 8 tháng 2 năm 2016 tại Wayback Machine revolution.shirazu.ac.ir visited on ngày 4 tháng 11 năm 2015